# Brzóstowa (Nieborów)
Brzóstowa – część wsi Nieborów w Polsce, położona w województwie łódzkim, w powiecie łowickim, w gminie Nieborów.
W latach 1975–1998 Brzóstowa administracyjnie należała do województwa skierniewickiego.